# Піраміда в Мейдумі

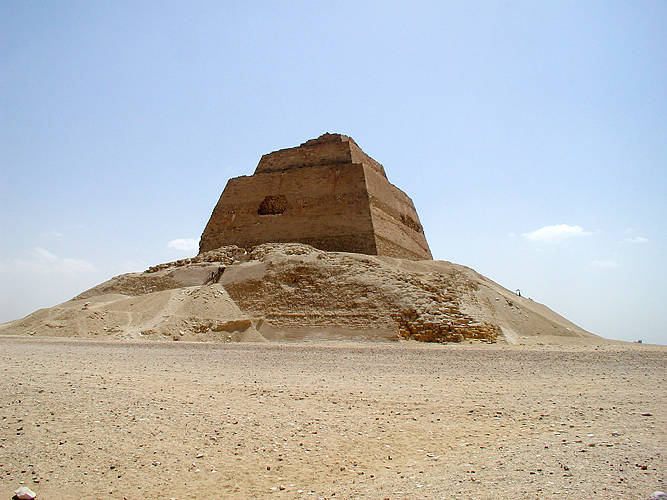
Піраміда в Мейдумі

Піраміда в Мейдумі — єгипетська піраміда, розташована по дорозі на Фаюм, приблизно за 100 км на південь від Каїра. За формою нестандартна. Складається з семи ступенів, з яких сьогодні видно тільки 3. Складена з вапнякових блоків. Була побудована для фараона Гуні, останнього правителя III династії. Його син Снофру розширив і збільшив піраміду, додавши восьмий ступінь і зробивши сторони піраміди гладкими.

## Історія вивчення
Про незвичайні форми піраміди вперше повідомляє Аль-Макризі в XV столітті. Піраміда мала ступіньчасту форму і тому була названа el-el haram-kaddab (або «неправильна піраміда»). У своїх ескізах Аль-Макризі описує піраміду, що складається з п'яти ступенів, а ще що вона була серйозно пошкоджена від ерозії і від розкрадання кам'яної кладки місцевим населенням (останнє досі не зупинено).
У XVIII ст. Frederic Louis Norden описав піраміду і повідомив, що видно вже тільки три ступені.
У 1799 єгипетська експедиція Наполеона описала цю піраміду, заклавши підґрунтя для майбутніх більш докладних досліджень.
У 1837 піраміду вивчав і обстежив John Shae Perring.
У 1843 Карл Лепсіус дав опис цієї піраміди в своєму знаменитому списку єгипетських пірамід під номером LXVI («65»).
Гастон Масперо описав внутрішні приміщення піраміди. Але саме докладний опис піраміди в Мейдумі було складено лише через 10 років Фліндерсом Пітрі, який працював спільно з Percy Newberry і George Fraser. Цей опис відображав як зовнішній вигляд піраміди, так і внутрішні приміщення. Крім того вивчалась місцевість навколо піраміди, зокрема були виявлені зруйновані храми і приватні гробниці.
Більш пізні дослідження Фліндерс Пітрі проводив разом з Ernest MacKay і Gerald Wainwright. Були виявлені стіни, що оточували раніше піраміду.
Фліндерс Пітрі був першим єгиптологом, який встановив факти її оригінальних розмірів і пропорцій. Він писав, що у своїй остаточній формі вона мала 1100 ліктів 0,523 м навколо і 175 ліктів у висоту, таким чином демонструючи ті самі пропорції, що й Велика піраміда в Гізі, і, отже, ту саму круглу символіку. Петрі писав у звіті про розкопки 1892 року, що «ми бачимо, що існує абсолютно аналогічна теорія розмірів Медума до розмірів Великої піраміди; у кожній прийнято приблизне співвідношення 7:44, оскільки посилався на радіус і коло..." Ці пропорції прирівнювалися до чотирьох зовнішніх граней, що мають нахил точно на 51,842° або 51°50'35", що стародавні єгиптяни могли б зрозуміти та виразити як нахил 5½ долоні.
Людвігу Борхардту всього за кілька днів вдалося зібрати цінні відомості про піраміду в Мейдумі, зокрема те, що вона була перебудована і зорієнтована на інші сторони світу.
Англо-американська експедиція сера Алана Роу (Alan Rowe) почала дослідження піраміди в 1920-х, і продовжувала свої дослідження протягом більше 50 років.
Gilles Dormion і Jean-Yves Verd’hurt виявили в 1999 за допомогою сучасних приладів раніше невідомі приміщення і проходи. Зараз ведуться роботи по очищенню піраміди і проводяться реставраційні роботи.